# Bråtgölen, Östergötland
Bråtgölen är en sjö i Åtvidabergs kommun i Östergötland och ingår i Motala ströms huvudavrinningsområde.